# Östtyskland i olympiska sommarspelen 1968
Östtyskland deltog med 226 deltagare vid de olympiska sommarspelen 1968 i Mexico City. Totalt vann de nio guldmedaljer, nio silvermedaljer och sju bronsmedaljer.

## Medaljer

### Guld
- Christoph Höhne - Friidrott, 50 kilometer gång.
- Margitta Gummel - Friidrott, kulstötning.
- Manfred Wolke - Boxning, Weltervikt.
- Rudolf Vesper - Brottning, Weltervikt.
- Lothar Metz - Brottning, mellanvikt.
- Jörg Lucke och Heinz-Jörg Bothe - Rodd, tvåa utan styrman.
- Frank Forberger, Frank Rühle, Dieter Grahn och Dieter Schubert - Rodd, fyra utan styrman.
- Roland Matthes - Simning, 100 meter ryggsim.
- Roland Matthes - Simning, 200 meter ryggsim.

### Silver
- Klaus Beer - Friidrott, längdhopp.
- Lothar Milde - Friidrott, diskuskastning.
- Marita Lange - Friidrott, kulstötning.
- Erika Zuchold - Gymnastik, hopp.
- Karin Janz - Gymnastik, barr.
- Peter Kremtz, Manfred Gelpke, Roland Göhler, Klaus Jacob och Dieter Semetzky - Rodd, fyra med styrman.
- Roland Matthes, Egon Henninger, Horst-Günter Gregor och Frank Wiegand - Simning, 4 x 100 meter medley.
- Helga Lindner - Simning, 200 meter fjäril.
- Gabriele Wetzko, Roswitha Krause, Uta Schmuck och Gabriele Perthes - Simning, 4 x 100 meter frisim.

### Brons
- Wolfgang Nordwig - Friidrott, stavhopp.
- Gunter Beier, Matthias Brehme, Gerhard Dietrich, Siegfried Fülle, Klaus Köste och Peter Weber - Gymnastik, mångkamp.
- Maritta Bauerschmidt, Karin Janz, Marianne Noack, Magdalena Schmidt, Ute Starke och Erika Zuchold - Gymnastik, mångkamp.
- Sabine Steinbach - Simning, 400 meter medley.
- Harald Vollmar - Skytte, fripistol.
- Kurt Czekalla - Skytte, trap.
- Paul Borowski, Karl-Heinz Thun och Konrad Weichert - Segling, Drake.